# Ligusticopsis involucrata
Ligusticopsis involucrata är en växtart i släktet Ligusticopsis och familjen flockblommiga växter.
Arten är en perenn ört som förekommer i sydöstra Tibet, västra Sichuan och nordvästra Yunnan i Kina. Den beskrevs först som Ligusticum involucratum av Adrien René Franchet 1894, och fick sitt nu gällande namn av Tatiana Lavrova 2017.